# Бохенський повіт
Бохнянський повіт (пол. powiat bocheński) — один з 19 земських повітів Малопольського воєводства Польщі.
Утворений 1 січня 1999 року в результаті адміністративної реформи.

## Загальні дані
Повіт знаходиться у центральній частині воєводства.
Адміністративний центр — місто Бохня.
Станом на 1.01.2008 населення становить 101 204 осіб, площа 648,56 км².

## Демографія
Демографічні дані повіту станом на 30.06.2005:
|       | Всього  | Всього | Жінки  | Жінки | Чоловіки | Чоловіки |
| ----- | ------- | ------ | ------ | ----- | -------- | -------- |
|       | осіб    | %      | осіб   | %     | осіб     | %        |
| Повіт | 100 160 | 100    | 51 020 | 50,9  | 49 140   | 49,1     |
| Міста | 32 275  | 100    | 16 842 | 52,2  | 15 433   | 47,8     |
| Села  | 67 885  | 100    | 34 178 | 50,3  | 33 707   | 49,7     |